# Döbersing
Döbersing ist ein Gemeindeteil der Gemeinde Weiding im Landkreis Cham des Regierungsbezirks Oberpfalz im Freistaat Bayern.

## Geografie
Döbersing liegt 3,5 Kilometer nordwestlich von Weiding und 2,5 Kilometer nordwestlich der Bundesstraße 20 am Grüblbach. Nördlich von Döbersing erhebt sich der 475 Meter hohe Geisbühl und südlich der 453 Meter hohe Döbersinger Berg.

## Geschichte
Döbersing liegt in der Cham-Further Senke, die sowohl als Handelsstraße als auch als militärischer Aufmarschraum seit frühester Zeit Bedeutung hatte. Sie war zunächst im Besitz der Merowinger, dann der Agilolfinger. Nach Absetzung von Tassilo III. im Jahr 788 folgte den Agilolfingern das ostfränkische Königtum und im 10. Jahrhundert das deutsche Königtum. Damit wurde das Gebiet der Cham-Further Senke zum Königsland, dem Campriche. Hier wurde nun eine neue wehrpolitische Organisation geschaffen, die ein Gegengewicht zum böhmischen Chodenwesen darstellte. Besondere Bedeutung hatte in diesem Zusammenhang die Burg Cham. Im 11. Jahrhundert entstand zur weiteren militärischen Befestigung des Grenzlandes rund um die Burg Cham ein dichtes Befestigungsnetz weiterer Burgen. Zu diesen Burgen gehörte auch die Burg Döbersing. Die Inhaber dieser Burgen waren Ministerialen der Markgrafen von Cham.
Döbersing wurde vor 1269 im zweiten Herzogsurbar aufgezählt, zusammen mit Dalking, Weiding, Reisach, Faustendorf.
In einem Steuerbuch von 1577 wurden in Döbersing Güter der Hofmark Arnschwang genannt.
1752 gehörte Döbersing zum Hinteren Amt des Gerichtes Cham. Döbersing hatte 21 Anwesen, darunter ein Herrenhäusl, eine Schmiede, eine Mühle und zwei Gemeinde-Hüthäuser. Eigentümer waren Steiner, Alt, Gridlinger, Schwarz, Danzer, Grienlinger, Pfeiffer, Haas, Pirzer, Scherbauer, Schmeger, Prettlinger.
1808 wurde die Verordnung über das allgemeine Steuerprovisorium erlassen. Mit ihr wurde das Steuerwesen in Bayern neu geordnet und es wurden Steuerdistrikte gebildet. Dabei kam Döbersing zum Steuerdistrikt Dalking. Der Steuerdistrikt Dalking bestand aus den Ortschaften Dalking, Döbersing, Gschieß und Reisach. 1821 wurden im Landgericht Cham Gemeinden gebildet. Dabei wurde Dalking landgerichtsunmittelbare Gemeinde. Sie war mit dem Steuerdistrikt Dalking identisch.
Ab 1867 gehörten zur Gemeinde Dalking die Dörfer Dalking, Döbersing und Reisach, die Weiler Gschieß und Zelz und die Einöde Dürnwies⊙. Ab dem Ortsverzeichnis von 1904 wurde die Einöde Dürnwies nicht mehr aufgeführt, nur noch in der Kirchenmatrikel von 1916. Der Name der Einöde Dürrnwies ist bis in die Gegenwart in der Dürrnwiesstraße von Reisach nach Dalking erhalten. 1978 wurde die Gemeinde Dalking und damit auch Döbersing nach Weiding eingemeindet.

## Pfarreizugehörigkeit
Döbersing gehörte zunächst zur Pfarrei Arnschwang. 1697 wurde Dalking zur Pfarrei erhoben. Sein erster Pfarrer war bis 1702 Johann Michael Göltinger. Die Pfarrei Dalking umfasste die Ortschaften Dalking, Balbersdorf, Döbersing, Dürrnwies, Friedendorf, Großpinzing, Gschieß, Habersdorf, Kleinpinzing, Klinglhof, Pinzing, Reisach, Rettenhof, Steinwies⊙ (heute noch Straßenname am Westrand von Dalking), Weiding, Zelz. 1924 wurden Balbersdorf und Klinglhof und 1962 Habersdorf nach Waffenbrunn umgepfarrt. Die 1886 an Stelle einer Kirche aus dem 18. Jahrhundert erbaute Pfarrkirche von Dalking wurde 1965 durch eine größere Kirche ersetzt. 1997 bestand die Pfarrei Dalking aus den Ortschaften Dalking, Döbersing, Friedendorf, Gschieß, Pinzing, Reisach, Rettenhof, Schlammering, Weiding und Zelz. Ihr gehörten insgesamt 1774 Katholiken und 127 Nichtkatholiken an. 1997 hatte Döbersing 173 Katholiken.

## Einwohnerentwicklung ab 1838
| Jahr | Einwohner | Gebäude |
| ---- | --------- | ------- |
| 1838 | 170       | 17      |
| 1861 | 183       | 81      |
| 1871 | 159       | 86      |
| 1885 | 194       | 28      |
| 1900 | 180       | 31      |
| 1913 | 161       | 26      |

| Jahr | Einwohner | Gebäude |
| ---- | --------- | ------- |
| 1925 | 189       | 31      |
| 1950 | 199       | 34      |
| 1961 | 156       | 34      |
| 1970 | 162       | k. A.   |
| 1987 | 187       | 47      |
| 2011 | 236       | k. A.   |

## Sehenswürdigkeiten und Tourismus
In Döbersing, Reisacherbergweg 2, steht ein denkmalgeschütztes Bauernhaus, ein eingeschossiger und giebelständiger Blockbau mit Flachsatteldach aus dem Jahr 1834 (Denkmalnummer D-3-72-174-7). In der Ortsmitte befinden sich zwei mittelalterliche Erdställe, die als Bodendenkmal gekennzeichnet sind. (Denkmalnummern: D-3-6742-0111, D-3-6742-0112)
Durch Döbersing führt der Radweg Weiding-Gleißenberg. Er zweigt von den Fernradwegen des Chambtales ab:
- Ostbayerischer Jakobs-Radpilgerweg (Eschlkam-Regensburg-Donauwörth)[35][36]
- Chambtal-Radweg[37]
- München-Regensburg-Prag Radweg[38]